# Mabea trianae
Mabea trianae är en törelväxtart som beskrevs av Ferdinand Albin Pax. Mabea trianae ingår i släktet Mabea och familjen törelväxter. Inga underarter finns listade i Catalogue of Life.